# .Gears
.Gears (hay dotGears) là một nhà phát triển trò chơi điện tử Việt Nam có trụ sở tại Hà Nội, chuyên về trò chơi di động. Công ty được thành lập vào năm 2005 bởi Nguyễn Hà Đông, và được biết đến nhiều nhất với việc phát triển trò chơi Flappy Bird năm 2013, trò chơi trở nên phổ biến do cơ chế đơn giản và độ khó cao. Tính đến tháng 12 năm 2015, công ty có sáu người, bao gồm cả Đông.
Sau khi phát hành nhiều trò chơi sao chép cơ chế Flappy Bird,.Gears đã hợp tác với nhà phát triển Nhật Bản Obokaidem, đây sẽ là đối tác duy nhất của.Gears "trong tương lai gần". Hai công ty đã phát hành trò chơi đồng phát triển đầu tiên của họ, Ninja Spinki Challenges!!, sử dụng các cơ chế khác nhau nhưng được các nhà phê bình coi là gần như giống nhau, vào tháng 1 năm 2017.

## Trò chơi đã phát triển
- Ninjas Assault[7]
- Shuriken Block[7]
- Droplet Shuffle[7]
- Smashing Kitty[7]
- Flappy Bird (2013)[8]
- Super Ball Juggling[7]
- Flappy Birds Family (2014)[9]
- Swing Copters (2014)[3]
- Swing Copters 2 (2015)[3]
- Fabitalk (2015)
- Ninja Spinki Challenges!! (2017)[5]